# Libecina
Libecina es una localidad situada en el distrito de Ústí nad Orlicí, en la región de Pardubice, República Checa. Tiene una población estimada, a principios del año 2022, de 189 habitantes.
Está ubicada al noreste de la región, en la zona sur de los Sudetes centrales, cerca del río Orlice —un afluente izquierdo del curso alto del río Elba—, y de la frontera con Polonia y las regiones de Hradec Králové y Olomouc